# Canadá en los Juegos Olímpicos de Londres 1908
Canadá estuvo representado en los Juegos Olímpicos de Londres 1908 por un total de 87 deportistas que compitieron en 11 deportes.  
El portador de la bandera en la ceremonia de apertura fue el atleta Ed Archibald.

## Medallistas
El equipo olímpico canadiense obtuvo las siguientes medallas:
| Nombre | Deporte           | Competición                |
| --- | ----------------- | -------------------------- |
| Oro |                   |                            |
| Robert Kerr | Atletismo         | 200 m M                    |
| Equipo | Lacrosse          | Torneo M                   |
| Walter Ewing | Tiro              | Foso M                     |
| Plata |                   |                            |
| Garfield MacDonald | Atletismo         | Triple salto M             |
| George Beattie | Tiro              | Foso M                     |
| George Beattie Walter Ewing Mylie Fletcher Donald McMackon George Vivian Arthur Westover                                             | Tiro              | Foso M                     |
| Bronce |                   |                            |
| Robert Kerr | Atletismo         | 100 m M                    |
| Calvin Bricker | Atletismo         | Salto de longitud M        |
| Edward Archibald | Atletismo         | Salto con pértiga M        |
| Con Walsh | Atletismo         | Martillo M                 |
| William Anderson Walter Andrews Frederick McCarthy William Morton                                                                    | Ciclismo en pista | Persecución por eqs. M     |
| Aubert Coté | Lucha libre       | 54 kg                      |
| Norway Jackes Frederick Toms | Remo              | Dos sin timonel (M2-) M    |
| Gordon Balfour Becher Gale Charles Riddy Geoffrey Taylor                                                                             | Remo              | Cuatro sin timonel (M4-) M |
| Gordon Balfour Becher Gale Douglas Kertland Walter Lewis Charles Riddy Irvine Robertson Geoffrey Taylor Julius Thomson George Wright | Remo              | Ocho con timonel (M8+) M   |
| Charles Crowe William Eastcott Harry Kerr Dugald McInnes William Smith Bruce Williams                                                | Tiro              | Rifle militar por eqs. M   |